# Яма привізного вугілля
Яма привізного вугілля — бункер, що розташований під залізничною колією і призначений для прийому вугілля, яке вивантажується із залізничних піввагонів через відкидні донні люки (без застосування вагоноперекидача). Поздовжні щілини над бункером перекриті решіткою, а нижні випускні отвори обладнані живильниками для розвантаження вугілля з бункера на конвеєр. Яма може бути розрахована на одночасне розвантаження одного або декількох напіввагонів. Існують також різновиди ям для прийому гірничої маси, яка доставляється автомобільним, іншими видами транспорту.
Яма привізного вугілля облаштовується на підприємствах, які використовують вугілля у великих кількостях — наприклад на консохімзаводах, теплоелектростанціях тощо.